# Dietmar Krämer (Fußballspieler)
Dietmar Krämer (* 11. September 1955) ist ein ehemaliger deutscher Fußballspieler. Seit Juli 2009 trainiert er den Frauen-Regionalligisten 1. FFC Montabaur.

## Spielerkarriere
Dietmar Krämer begann seine Karriere bei TuS Neuendorf. Von dort wechselte er 1976 in die 1. Bundesliga zu Hertha BSC.
Bei der Hertha hatte Krämer unter Georg Keßler jedoch zunächst Probleme, seine Position im Kader zu finden. So kam er in der Saison 1976/77 nur zu drei Einsätzen. In derselben Spielzeit erreichte Hertha das Finale des DFB-Pokals, musste sich dort jedoch nach einem Wiederholungsspiel dem 1. FC Köln geschlagen geben. Auch unter Kuno Klötzer kam Krämer 1977/78 nur zu drei Partien, von denen er keine über die volle Distanz bestritt. Erst 1978/79 kam Krämer aufgrund der Dreifachbelastung regelmäßig zum Zuge. So spielte Hertha sich im UEFA-Pokal bis ins Halbfinale vor, schied dort aber wegen der Auswärtstorregel gegen Roter Stern Belgrad aus, wobei Krämer beide Halbfinalpartien über die volle Distanz bestritt. Auch im DFB-Pokal-Finale gegen Fortuna Düsseldorf stand Krämer in der Startelf. Zu Beginn der Verlängerung wurde er durch Thomas Remark ersetzt und konnte so nicht den späten Siegtreffer durch Wolfgang Seel für die Fortunen verhindern. In der Folgesaison belegte Hertha in der Endtabelle den 16. Platz und musste so aufgrund der um zwei Treffer schlechteren Tordifferenz gegenüber Bayer 05 Uerdingen absteigen, obwohl diese noch am 30. Spieltag unter anderem durch zwei Treffer von Dietmar Krämer mit 3:0 bezwungen worden waren.
Nach dem Abstieg verließ Dietmar Krämer Deutschland und wechselte in die Schweiz zum FC Wettingen in die zweitklassige Nationalliga B.

## Trainerkarriere
Nach seiner Karriere als Spieler trainierte Krämer im Herrenbereich unter anderem die Eisbachtaler Sportfreunde, VfL Freiendiez und SG Langenhahn-Rothenbach, bevor er 2005 DFB-Stützpunkt-Trainer wurde. Im Juli 2009 übernahm Krämer, der die A-Lizenz besitzt, den Trainerposten beim Frauen-Regionalligisten 1. FFC Montabaur. Am Ende der Saison wurde Krämers Vertrag um ein Jahr verlängert. Und auch nach der Vizemeisterschaft in der darauffolgenden Spielzeit einigte man sich auf eine Vertragsverlängerung bis Juni 2012.